# Wilhelm Dahm
Wilhelm Rudolph Christoph Dahm (* 5. Januar 1812 in Mölln; † 3. Juni 1880 in Rostock) war ein deutscher Jurist, Bürgermeister und Parlamentarier. Er war der letzte Stadthauptmann von Mölln.

## Leben
Wilhelm Dahm kam aus einer aus Rostock stammenden Kaufmannsfamilie und war der Sohn des Kaufmanns und Ratsherrn  Heinrich Georg Gottfried Dahm (30. August 1779 Rostock – 24. Mai 1849 Mölln) und seiner Frau Catharina Dorothea (7. September 1783 in Mölln – 11. März 1845 ebenda), geb. Burmester.
Wilhelm Dahm besuchte die Domschule Ratzeburg bis zum Abitur 1831. Nach seinem Studium der Rechtswissenschaften kam er nach Mölln zurück und praktizierte als Advokat und Notar im seit 1815 zum Dänischen Gesamtstaat gehörenden Herzogtum Lauenburg.
Im Revolutionsjahr 1848 begann er sich kommunalpolitisch zu engagieren. Da der betagte zweite Bürgermeister Eggert Friedrich Höltich (1764–1848) im Februar 1848 gestorben war und zwei weitere Magistratsmitglieder zurückgetreten waren, suspendierte die Regierung in Ratzeburg das Selbstergänzungsrecht des Magistrats und ernannte Dahm zusammen mit dem Apotheker Friedrich Heinrich Wagner und dem Bürger Peter Städing zum Mitglied des Magistrats (Senator). Dahm wurde Zweiter Bürgermeister und damit Vertreter des Stadthauptmanns Friedrich August von Wickede.
Am 14. Juni 1850 berief die Königliche Regierung für das Herzogtum eine Kommission aus sechs „achtbaren“ lauenburgischen Männern. Neben Dahm gehörten dazu Graf Ludwig Ferdinand von Kielmannsegg auf Gülzow, Amtmann Joachim Bernhard Susemihl, Gutsbesitzer Ottokar von Witzendorff auf Groß Zecher, Justizrat Eduard Friedrich Walter und Gutsbesitzer Ernst Philipp Berckemeyer. Sie sollten einen Entwurf für eine neue Verfassung (und Zusammensetzung des Parlamentes) vorlegen. Mit Verfügung vom 7. Februar 1852 wurde die Ritter- und Landschaft einberufen, wie sie vor 1848 bestanden hatte, um die erarbeiteten Entwürfe zu beraten. Das Landesherrliche Patent vom 20. Dezember 1853 betreffend die innere Verfassung des Herzogtums Lauenburg schrieb den Sieg der Reaktion fest. Die erneuerte Ritter- und Landschaft sollte aus insgesamt nur noch 15 Abgeordneten bestehen; fünf kamen aus den drei Städten Ratzeburg, Lauenburg und Mölln, darunter die drei Bürgermeister. Wilhelm Dahm wurde 1854 nach dem Tod von Friedrich August von Wickede Königlicher Stadthauptmann und Erster (dirigierender) Bürgermeister und somit auch Mitglied der Ritter- und Landschaft. Er gehörte zu den Befürwortern des Anschlusses Lauenburgs an Preußen. Anfang November 1864 gehörte er mit Erblandmarschall Friedrich Gottlieb von Bülow und Landsyndikus Wittrock zu einer Deputation der Ritter- und Landschaft, die in Berlin darüber verhandelte. Als Ergebnis der Gasteiner Konvention kam es am 26. September 1865 zur Erbhuldigung der lauenburgischen Ritter- und Landschaft. In der Ratzeburger St.-Petri-Kirche schworen die lauenburgischen Vertreter, darunter auch Wilhelm Dahm, dem persönlich anwesenden König Wilhelm I. als ihrem Herzog die Treue. Das Herzogtum war damit mit der preußischen Monarchie in Personalunion verbunden. Am Tag darauf konnte Dahm persönlich König Wilhelm I. als neuen Herzog in Mölln willkommen heißen. Bei dieser Gelegenheit wurde er mit dem Roten Adlerorden 4. Klasse ausgezeichnet.
Im Zuge der Trennung der Rechtsprechung von der Verwaltung ging Wilhelm Dahm 1870 als Amtsrichter nach Lauenburg/Elbe. Das Amt des Stadthauptmanns erlosch mit ihm. Die Stadt Mölln ernannte ihn bei seinem Weggang zu ihrem Ehrenbürger.
Seit 1842 war er verheiratet mit Charlotte, geb. Schröder, der Tochter eines Möllner Apothekers.

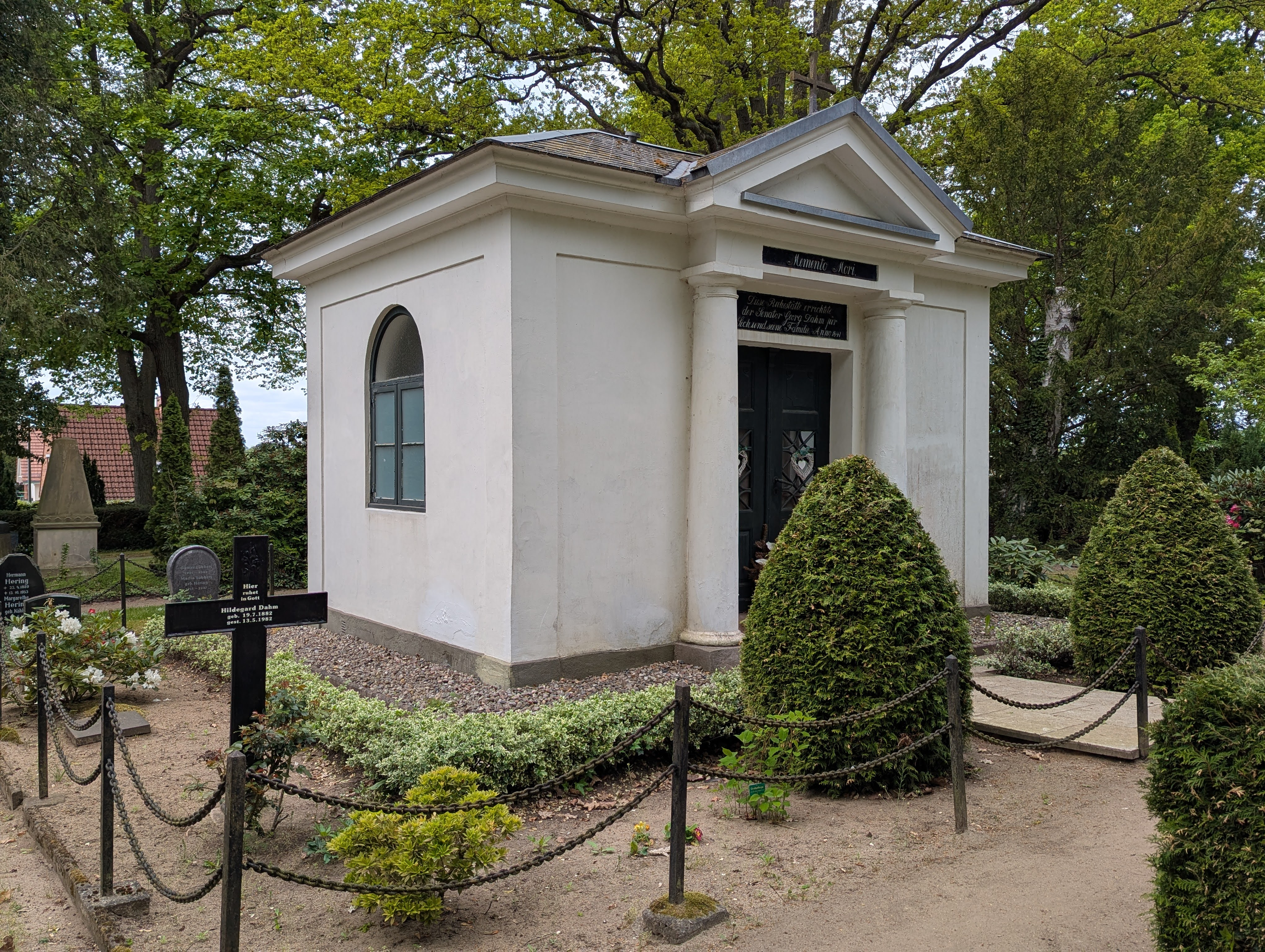
Mausoleum Dahm

Dahm starb in Rostock an den Folgen einer Operation. Er wurde im 1841 von seinem Vater errichteten und heute denkmalgeschützten Dahmschen Mausoleum auf dem Alten Friedhof in Mölln beigesetzt.
An Wilhelm Dahm erinnert die Dahmstraße in Mölln.